# Bursaria longisepala
Bursaria longisepala là một loài thực vật có hoa trong họ Pittosporaceae. Loài này được Domin mô tả khoa học đầu tiên năm 1925.